# ايفون دولد-سامبلونيوس

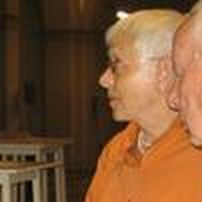
إيفون دولد سامبلونيوس في زيورخ عام 2007

إيفون دولد-سامبلونيوس (20 مايو 1937 - 16 يونيو 2014) هي عالمة رياضيات ومؤرخة هولندية تخصصت في تاريخ الرياضيات الإسلامية خلال العصر الوسيط. كانت مهتمة بشكل خاص بالطرق الرياضية المستخدمة بواسطة المعماريين والبنائين الإسلاميين في العصور الوسطى لقياس الأحجام وقياسات المباني الدينية أو في تصميم المقرنصات .

## السيرة الذاتية
ولدت في 20 مايو 1937 في هارلم ، حصلت إيفون سامبلونيوس على شهادتها في الرياضيات واللغة العربية من جامعة أمستردام (Doktoratsexamen) عام 1966. تزوجت إيفون دولد-سامبلونيوس عام 1965 من عالم الرياضيات الألماني ألبريشت دولد . درست من 1966 إلى 1967 في جامعة هارفارد تحت إشراف البروفيسور جون إي مردوخ . حصلت في عام 1977 على درجة الدكتوراه لتحليلها لرسالة كتاب الافتراضات لأكاتون تحت إشراف البروفيسور إيفرت ماري بروينز والبروفيسور د. خوان فيرنت.

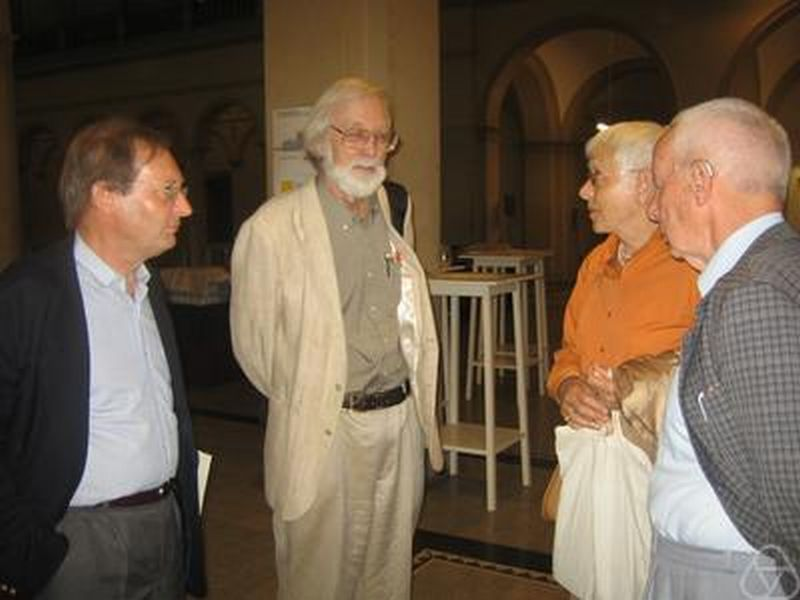
إيفون دولد-سامبلونيوس (2 من اليمين) مع ألبريشت دولد (يمين) ، جون ميلنور ، غونثر فري (يسار) ، زيورخ 2007

كانت متصلة بأعمال عالم الرياضيات والفيزياء والفلك الفارسي أبو سهل القحي ، الذي عمل في بغداد في القرن العاشر وعمل على الأشكال الهندسية للمباني. من خلال عمله ، اهتمت بالحسابات الهندسية التي ساعدت في بناء العديد من قباب القصور والمساجد ، التي سميت بالمقرنصات ، في العالم العربي وبلاد فارس. كتبت مقالات عن علماء الرياضيات الإسلاميين جمشيد الكاشي وأبو عبد الله محمد بن عيسى مهاني في قاموس العصور الوسطى ومعجم السيرة العلمية.
في سنواتها الأخيرة تحول اهتمامها إلى الرياضيات في العمارة الإسلامية من وجهة نظر تاريخية. منذ عام 1995 ، كانت عضوًا مشاركًا في المركز متداخل التخصصات للحوسبة العلمية (IWR) التابع لجامعة هايدلبرغ ، ونشرت معه العديد من مقاطع الفيديو حول الفن الهندسي الإسلامي. في عام 1985 ، كانت أستاذة زائرة في جامعة سيينا . في عام 2000 ، نظمت مع جوزيف دوبين مؤتمر «2000 عام من انتقال الأفكار الرياضية». في عام 2002 ، أصبحت عضوًا مراسلًا في الأكاديمية الدولية لتاريخ العلوم وانتخبت عضوًا فعالًا في عام 2007. حصلت على الجنسية الفخرية لكاشان في إيران عام 2000.

## المنشورات
- إيفون دولد-سامبلونيوس ، أطروحة: كتاب الافتراضات لأكاتون (كتاب المفرودات لأكاتون) أمستردام 1977.
- إيفون دولد-سامبلونيوس : الرياضيات العربية العملية: قياس المقرنصات للكاشي ، قنطورس 35 ، 193-242 ، (1992/3).
- إيفون دولد-سامبلونيوس : كيف يقيس الكاشي المقرنصات: نظرة ثانية ، M. Folkerts (Ed.) ، Mathematische Probleme im Mittelalter: Der lateinische und arabische Sprachbereich ، Wolfenbütteler Mittelalter-Studien Vol. 10 ، 56-90 ، فيسبادن ، (1996).
- إيفون دولد-سامبلونيوس : حساب الأقواس والقباب في سمرقند القرن الخامس عشر ، مجلة شبكة نيكزس ، المجلد. 2 (3) ، (2000).
- إيفون دولد-سامبلونيوس : حساب المساحات والأحجام السطحية في العمارة الإسلامية ، مشروع العلوم في الإسلام ، آفاق جديدة ، محرران. Jan P. Hogendijk et Abdelhamid I. Sabra، MIT Press، Cambridge Mass. pp.235–265، (2003).
- إيفون دولد-سامبلونيوس ، سيلفيا إل هارمسين : صفيحة المقرنصات التي تم العثور عليها في تخت سليمان ، تفسير جديد ، مجلد المقرنصات. 22 ، ليدن ، ص. 85-94 ، (2005).

## أشرطة فيديو
- إيفون دولد-سامبلونيوس ، كريستوف كيندل ، نوربرت كوين : قبة للكاشي ، فيديو ، المركز متعدد التخصصات للحوسبة العلمية (IWR) ، جامعة هايدلبرغ ، الجمعية الأمريكية للرياضيات ، (1996). Qubba for al-Kashi على يوتيوب
- إيفون دولد-سامبلونيوس ، سيلفيا إل هارمسين ، سوزان كرومكر ، مايكل وينكلر : سحر المقرنصات ، الفيديو ، المركز متعدد التخصصات للحوسبة العلمية (IWR) ، جامعة هايدلبرج ، (2005).